# Ibiza (film)
Ibiza è un film del 2018 diretto da Alex Richanbach.
Commedia romantica con protagonisti Gillian Jacobs, Phoebe Robinson e Vanessa Bayer, distribuita il 25 maggio 2018 da Netflix.

## Trama
Harper viene inviata in Spagna per lavoro. Così parte insieme alle sue migliori amiche Nikki e Leah. Atterrate a Barcellona Harper presenta alle amiche Diego, un ragazzo spagnolo che sta lavorando con lei per un affare e che si dimostra subito attratto da Nikki. Le invita quindi ad unirsi a lui per andare ad un club della città la sera stessa.
Le ragazze si presentano alla festa e mentre ballano e bevono Harper fa la conoscenza del famoso DJ Leo West e scatta subito la scintilla; Leo chiede ad Harper quanto si fermerà e quando potrà rivederla, così le lascia il suo numero di telefono. Mentre Harper torna dalle sue amiche, quest’ultime hanno già fatto amicizia con un ricco uomo spagnolo, Hernando, che le invita ad un after-party, cui dovrebbe andare anche Leo (cosa che alla fine non fa). Durante la festa le ragazze bevono e fumano fino a che Leah non costringe le altre due amiche ad abbandonare la festa perché inseguita dalla moglie di un uomo con cui poco prima stava avendo un rapporto sessuale. Di ritorno all’albergo le ragazze si fermano a mangiare e mentre chiacchierano, Leah e Nikki propongono ad Harper di andare ad Ibiza (dove la sera dopo si sarebbe esibito Leo). 
Harper inizialmente tentennante alla fine accetta e così partono per Ibiza dove sull’aereo conoscono tre ragazzi inglesi.
Arrivate ad Ibiza si preparano per andare al party in cui si esibirà Leo. Perdutesi però in mezzo alla campagna trovano all’ultimo un taxi con un taxista particolare, che le porta prima a casa sua per dar da mangiare al cane, poi le accompagna alla festa in limousine, dove sua nipote le farà entrare. Arrivate al club incontrano i ragazzi conosciuti sull’aereo, con cui ballano e si divertono. Qui Leo fa entrare Harper dietro le quinte e la bacia, promettendole di finire prima la serata per stare con lei; prima di andare via Leah e Nikki invitano Harper a non fare tardi la mattina dopo per presentarsi puntualmente al meeting di lavoro. I due ragazzi incominciano a baciarsi appassionatamente, poi si recano nella stanza d’albergo di lui dove prima provano la jacuzzi e poi hanno un rapporto sessuale. La mattina dopo Harper si sveglia tardi e perde l’aereo, così Leah e Nikki tornano a Barcellona senza di lei. Harper cerca comunque di arrivare all’aeroporto con Leo e, dopo un addio commovente, prende il volo successivo. Per coprirla Nikki, con l’aiuto Diego e di Leah, si finge Harper per presentarsi al meeting e non farle perdere il posto di lavoro. Poco dopo l’inizio del meeting arriva Harper. Inizialmente si preoccupa per l’andamento del meeting, poi si tranquillizza vedendo che Nikki riesce a cavarsela e a chiudere l’affare; quando tutto sembra andare per il meglio, i clienti chiamano tramite skype il capo di Harper che girando il computer verso Nikki non la riconosce, così Harper corre dentro il bar e cerca di spiegare la situazione mentendo brevemente. Quella sera stessa ripartono per New York e arrivate a casa stanche Leah e Harper si rilassano fumando e ripensando al loro fantastico viaggio. Il giorno dopo Harper si presenta nell’ufficio del suo capo dove viene licenziata, e quindi si sfoga dicendo al suo capo quanto ha odiato il suo lavoro e il capo stesso, e la minaccia di riprendersi tutti i clienti che le ha fornito durante i suoi anni di lavoro.
Mentre Leah, Nikki e Harper sono a cena fuori, quest’ultima riceve una chiamata da Leo che la invita a Tokyo per vederlo esibirsi e per stare insieme; Harper rifiuta e invita Leo ad andare lui a New York dove vive lei; egli risponde che è disposto a farlo e così si salutano. Ritornata dalle sue amiche, Harper racconta quello che si sono detti; le ragazze, come accadde ad inizio film, cercano di convincerla ad accettare la proposta e a partire tutte insieme. Harper inizialmente dice no ma poi si fa convincere. Il film si conclude con Harper che sale sulla metro e sorride ripensando a Leo e ai momenti vissuti in Spagna, che continuano poi ad apparire durante i titoli di coda.

## Distribuzione
Il film è stato distribuito in tutto il mondo da Netflix il 25 maggio 2018.